# みなと署落とし物係 秘密捜査官 危険な二人
『みなと署落とし物係 秘密捜査官 危険な二人』（みなとしょおとしものがかり ひみつそうさかん きけんなふたり）は、2017年3月6日にTBS系「月曜名作劇場」で放送された刑事ドラマ。主演は浅野ゆう子と遠藤憲一。

## 登場人物

### 警視庁みなと警察署
里崎直美
演 - 浅野ゆう子
経歴：警視庁捜査一課
→ 警視庁みなと警察署 会計課落とし物係 兼 秘密捜査官
会計課落とし物係。元警視庁捜査一課 刑事。元プロファイラー。優秀な刑事だったが、1年前、警察内部の不祥事を暴こうとして所轄に飛ばされる。
元部下・古室佑樹が行方不明になり、元上司・西郷から行方を捜すため秘密捜査官に任命される。17時までは「里崎直美」、17時からは「塚本亜希子」（警視正）として特命の捜査をする。
星野の義姉であすかの姉。星野家には食事を作ったり、進の勉強を見たり足しげく通う。
星野翔
演 - 遠藤憲一
刑事課。叩き上げの肉体派刑事。妻・あすかは病気で亡くなり、息子・進と二人暮らし。直美は義姉。直美からは「星ちゃん」と呼ばれている。
新山
演 - 伊藤正之
会計課落とし物係 課長。直美の上司。元生活安全課の麻薬取締官。直美のことは「里ちゃん」と呼んでいる。
沼田大祐
演 - 曽我廼家八十吉
刑事課 課長。
氷上健
演 - 橋本真一
刑事課。

### 警視庁
西郷典幸
演 - 高橋英樹
警視庁警務部長。直美の元上司。京極龍園が京都の「不死鳥 京極龍園復活講演会」の最中に死亡後、会場にいた古室佑樹が行方不明になる。警務部長の西郷が知らないところで刑事部が秘密裏に捜索し始めたため、直美を秘密捜査官に任命し捜査させる。

### 星野家
星野進
演 - 鈴木福
星野とあすかの息子。小学生。
星野あすか
演 - 小牧芽美
星野の妻。直美の妹。病気で死亡。

### ゲスト
第1作「京都・神戸・奈良 殺人トライアングル」（2017年）
- 大村エリ（イベント会社「K&Kイベント」社員・「不死鳥 京極龍園復活講演会」司会者） - 森尾由美（少女期：鎌倉百花）
- 古室佑樹（警視庁捜査一課 刑事・里崎直美の元部下） - 桐山漣（幼少期：山本悠央）
- 津野田新（会館職員・「不死鳥 京極龍園復活講演会」アテンド係） - 石橋保
- 名高博敏（共栄薬局 薬剤師・「不死鳥 京極龍園復活講演会」参加者） - 曽我廼家文童
- 多田雄一（多田カメラ 店主・「不死鳥 京極龍園復活講演会」カメラ撮影担当） - 内場勝則
- 古川聰（「白毫寺」住職） - 浅見小四郎
- 長峰達也（職業不詳・殺人被害者） - 隈本晃俊
- 古室武（古室の父・古室生花店 元店主） - 筒井巧
- 大村茂（エリの父・20年前死亡） - 富士たくや
- みなと警察署 落とし物係に「孫から貰ったプレゼント」を取りに来た老婆 - 島村晶子
- 近藤（警視庁捜査一課 刑事・里崎直美の元上司） - 引地薫
- 西村（捜査員） - 板東正敏
- イベント会社「K&Kイベント」スタッフ - 下園千晴
- みなと警察署 落とし物係に「赤い傘」を取りに来た小学生 - 浦陸斗
- みなと警察署 落とし物係に「亀」を取りに来た女の子 - 大平椛
- 番組司会者 - 福島暢啓
- リポーター - 玉巻映美
- 太田原慎之介（民自党代議士・警察OB・西郷典幸の警察学校の同期） - 小野寺昭
- 浜村淳（テレビコメンテーター） - 浜村淳（本人役）
- 京極龍園（スーパーエコノミスト・「不死鳥 京極龍園復活講演会」の最中に心不全で死亡） - 佐野史郎

## スタッフ
- 脚本 - 菱田シンヤ
- プロデューサー - 村上嘉章（MBS）
- 演出 - 亀井弘明（MBS企画）
- 編成 - 中井芳彦
- 製作 - MBS、TBS
- 制作協力 - MBS企画